# 賞賛の日
賞賛の日（しょうさんのひ）は、CJCUC代表で創立者のラビシロモ・リスキンとCJCUC理事ダヴィッド・ナクルトマンにより主唱された世界的な運動である。この運動はヨムハーツマウト（イスラエルの独立記念日）に毎年行うイスラエルのために神を賞賛する祝典で、ラビ・リスキンにより呼びかけられ招待された世界中のキリスト教徒がユダヤ人とともにハレル（詩篇113-118）を暗唱する行事の形式をとっている。

## 歴史

### ハレル
ハレルは6つの詩篇（113-118）があり、喜びの場面で纏めて暗唱されている。この場面には次の3つの巡礼者の祭り過越やシャブオット、仮庵の祭り（トーラーと呼ばれる「大きな」ユダヤ教の祝日）、ハヌカー、新月祭（新しい月の始まり）がある。1948年のイスラエル建国から2年後、イスラエルのラビの代表は、ヨムハーツマウトはハレル（詩篇（113-118））が暗唱される重要でないユダヤ教の祝祭日に格付けを行うべきだと決定した。ハレルを称える暗唱は、イスラエルの主任ラビシロモ・ゴレンにより1973年に導入された。

### 概念
2014年10月、ユダヤ教とキリスト教の理解と協力のためのセンター（CJCUC）の代表で創立者のラビ・シロモ・リスキンは、ハレルが暗唱される仮庵の祭りの日にセンターの本部でユダヤ教の異なる宗派間の指導者と「賞賛大会」に参加しにイスラエルを訪れる基督者を招待する最初の正統派ラビとなった。この祝典は世界的な「賞賛の日」運動の究極的な概念の基本となる。

## 現在

### 2015年

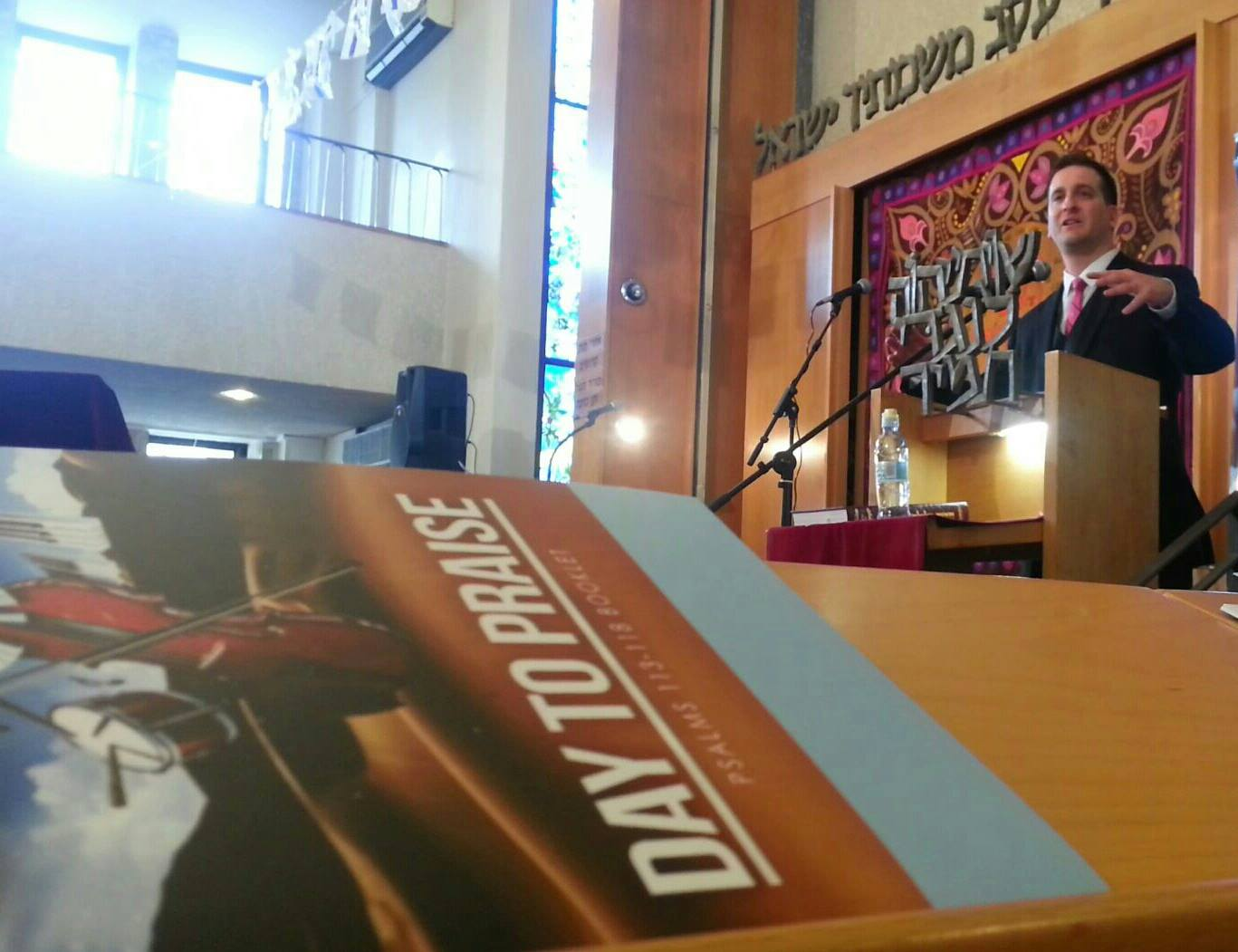
2015年4月23日、イスラエルのエルサレムの「ハズヴィイスラエル」シナゴーグの中央賞賛の日で話をする賞賛の日共同創立者ダヴィッド・ナクルトマン

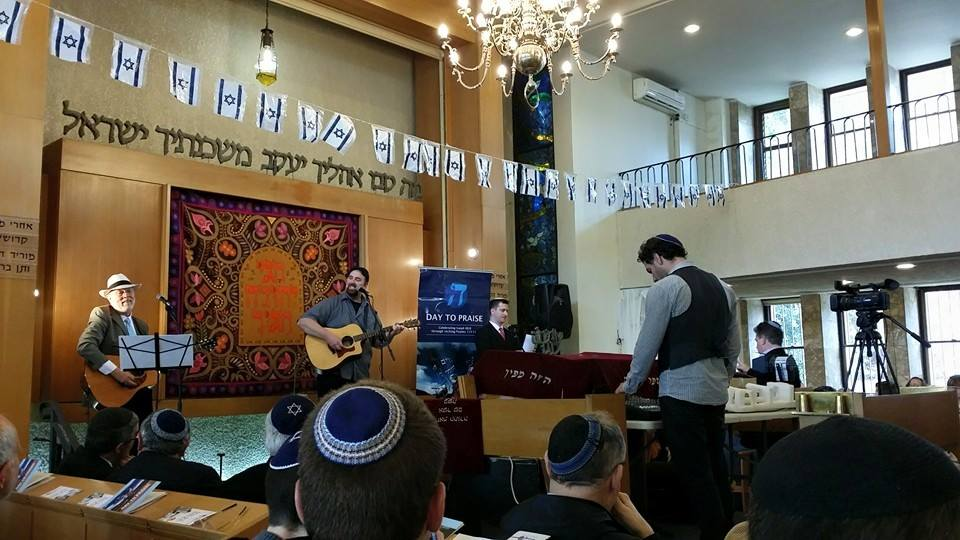
イスラエルのエルサレムの「ハズヴィイスラエル」シナゴーグの中央賞賛の日

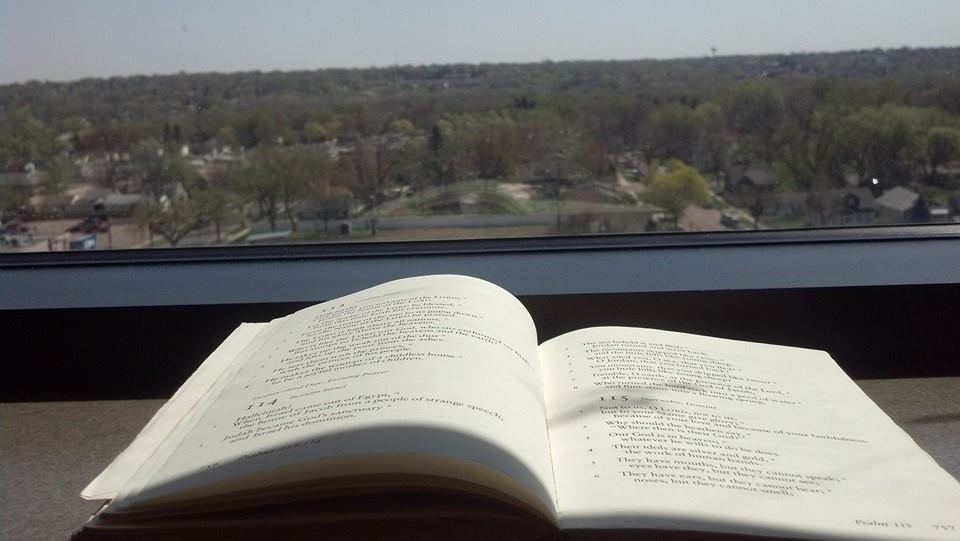
アメリカ合衆国サウスダコタ州スーフォールズの良きシェパード教会で行われた賞賛の日を撮影した写真。2015年4月23日。

世界的な「賞賛の日」運動は、2015年3月に始まった。世界各地のイスラエル支援者に送ったemailでラビリスキンは書いている。
ベンヤミン・ネタニヤフ首相からユダヤ教とキリスト教との関係に対する大使の栄誉ある肩書を与えられ、神はすべての国よ、主を賛美せよ。すべての民よ、主をほめたたえよ。主の慈しみとまことはとこしえにわたしたちを超えて力強い。という詩篇117の委任を果たすよう、私の心に任じておられます。アブラハムやイサク、ヤコブの神を信じる私は、ユダヤ人社会とイスラエルの独立記念日に詩篇113-118を朗唱する為に世界中の国民を通してこの呼びかけを実現した姿が見えます。従って私達と詩篇113-118を朗唱する世界のキリスト教徒を招待する賞賛の日運動を立ち上げました—Rabbi en:Shlomo Riskin、in an en:email sent out to en:Israel supporters world-wide, 11 March 2015。
賞賛の礼拝祝賀会の一環として賞賛の日はハレル詩篇から霊感を得た歌を作った。この歌からの売り上げの一部は、イスラエルを祝福しイスラエルでの救命活動に使われる独自の献血プログラムである心から心へへの援助に使われた。
運動は超正統派ユダヤ教徒のサークル内で騒動を引き起こした。声明でイスラエルのセファルディムラビ元代表でエルサレムのチーフラビであるラビシロモ・アマルは、ラビシロモ・リスキン率いるエルサレムのシナゴーグのユダヤ教徒とキリスト教徒の連合ハレル祈祷者を考慮して「胃のむかつき」を表明した。反論でラビリスキンは「我々はユダヤ人とイスラエルの土地に対する神の行動を礼拝するキリスト教徒を含む神への感謝を示す礼拝者について語っている。・・・どちらが相応しい可能性があるのか。」と述べながら自身の行動を擁護した。この年の後半9月にローシュ・ハッシャーナー(ユダヤ教の新年の始まり)の前夜、リスキンの主張は、ラビペサッチ・ウォリッキから更なる後援を得た。タイムズ・オブ・イスラエルに書いた記事でウォリッキは「不快感は理解できるが、だからと言って不快で新しいものを禁止すると我々が断ずるわけにもいかない」と書いた。
第1回年次賞賛の日はエルサレムの「ハズヴィイスラエル」シナゴーグで行われる中央祭典と共に2015年4月23日に行われた。中央の賞賛の日は、それぞれの団体の中で世界中の数万の礼拝者が参加したと伝えられている。

### 2016年

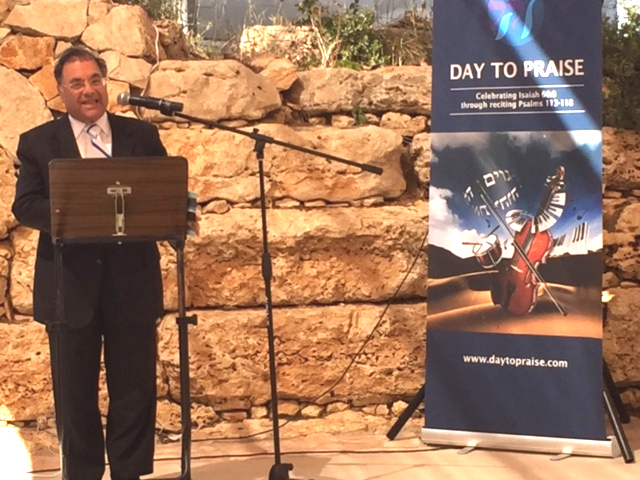
賞賛の日中央大会のラビシロモ・リスキン（2016年5月12日）

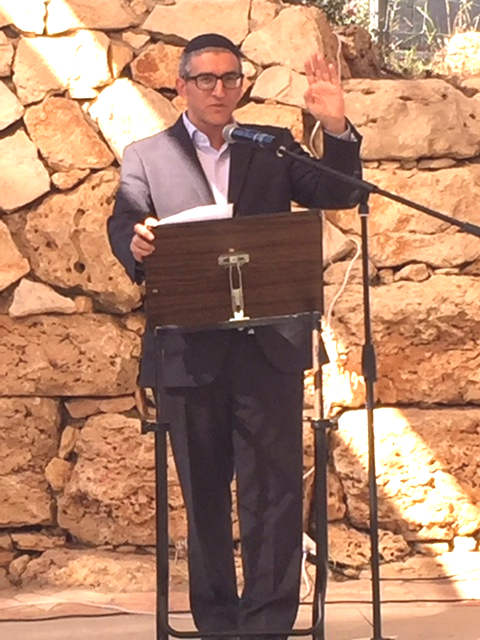
賞賛の日中央大会のラビペサッチ・ウォリッキ（2016年5月12日）

2年目の賞賛の日は、2016年5月12日に行われ、中央大会は過去に多くのテロ攻撃の現場となったグーシュ・エツヨンで開催された。大会にはユダヤ人やキリスト教信者の代表120名が含まれた。代表団はイスラエルやアメリカ合衆国、ドイツ、ブラジル、「平和の架け橋」や「イスラエルキリスト教友の会」のように国際的な異宗教間組織の団体であった。
大会では各参加者は母語で詩篇117を朗読しそれから共にヘブライ語で朗読した。共同創立者ダヴィッド・ナクルトマンによると、この集会はゼファニヤの聖書預言の実現であるとした。「その後、わたしは諸国の民に清い唇を与える。彼らは皆、主の名を唱え一つとなって主に仕える。」（Zephaniah 3:9）
写真集

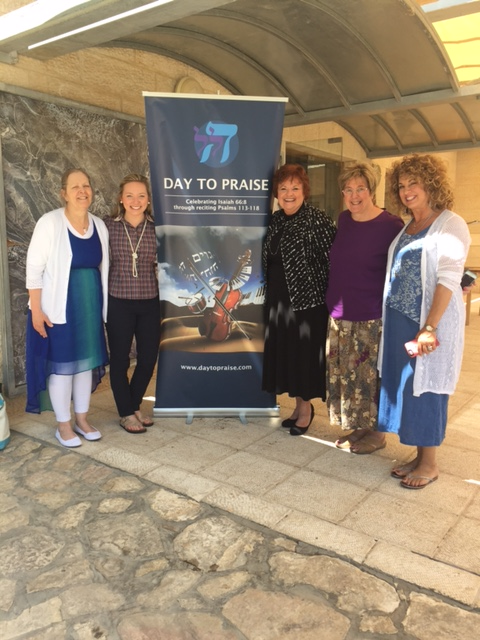
賞賛の日中央大会参加者（2016年5月12日）
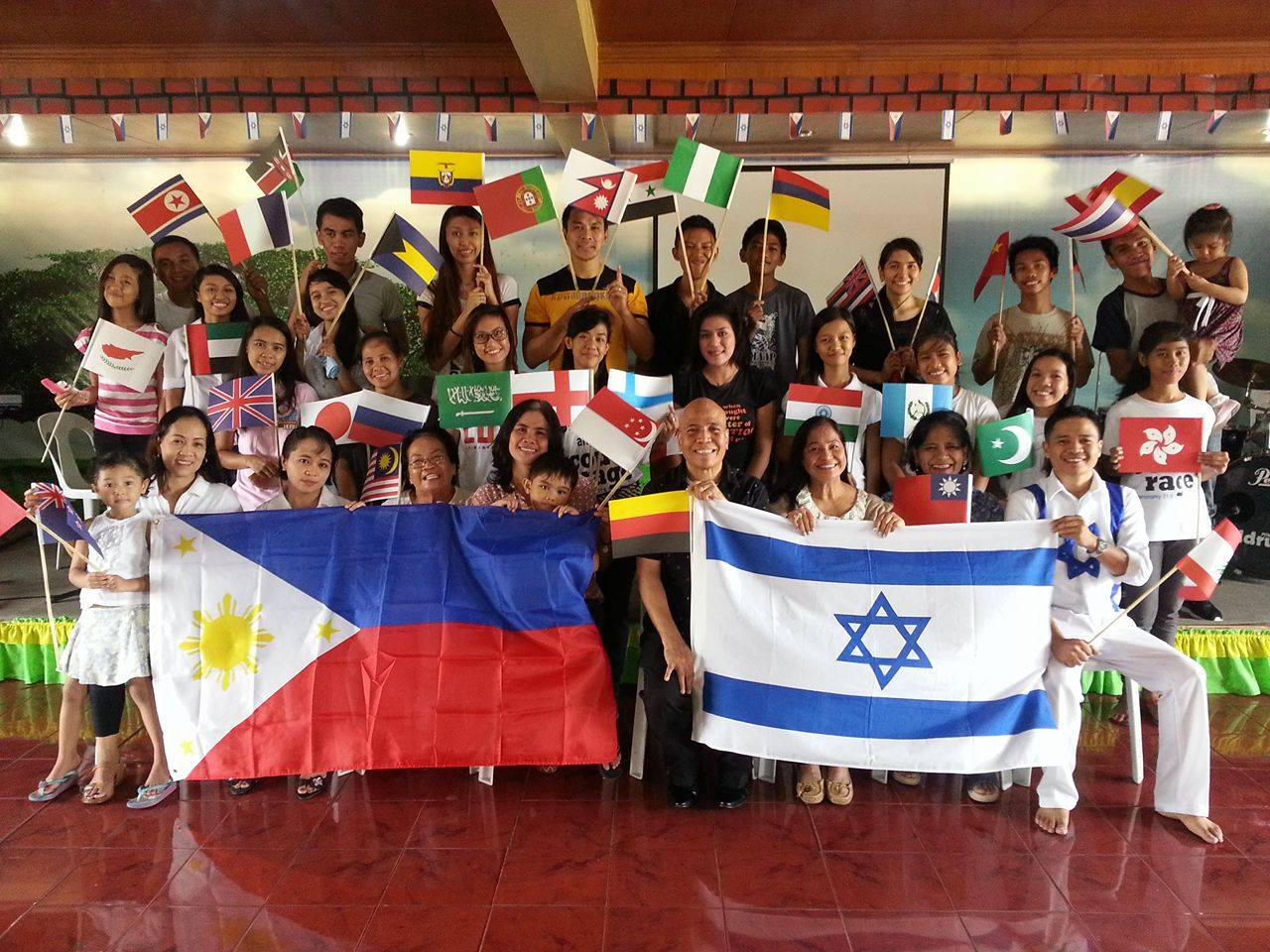
フィリピンの賞賛の日地方大会におけるアルマンド・クルーゼム司教とその信徒（2016年5月12日）
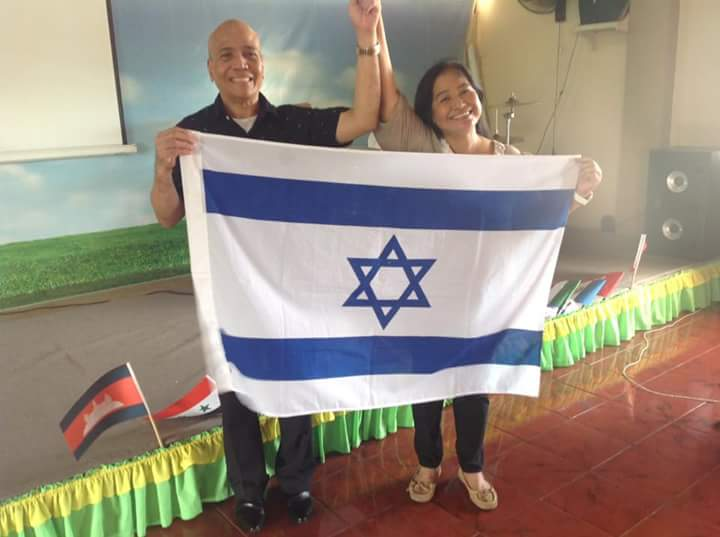
フィリピンの賞賛の日地方大会におけるアルマンド・クルーゼム司教と妻ジョイ（2016年5月12日）
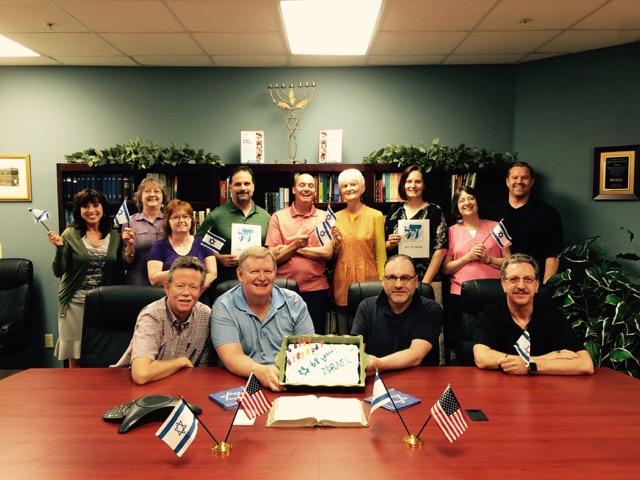
賞賛の日地方大会におけるフロリダ州メルボルンの「平和の架け橋」支部（2016年5月12日）
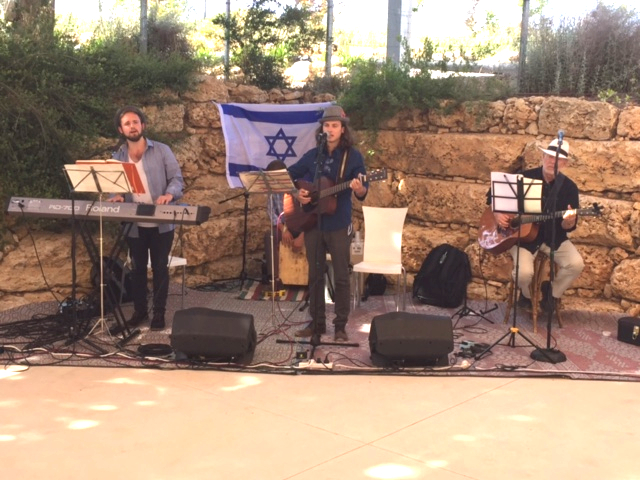
賞賛の日中央大会におけるポートノイ兄弟団（英語版）（2016年5月12日）
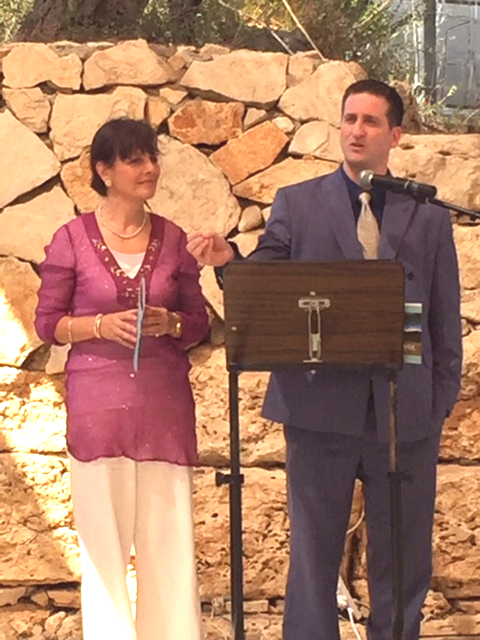
賞賛の日中央大会におけるナタリー・ブラックハムとダヴィッド・ナクルトマン（2016年5月12日）
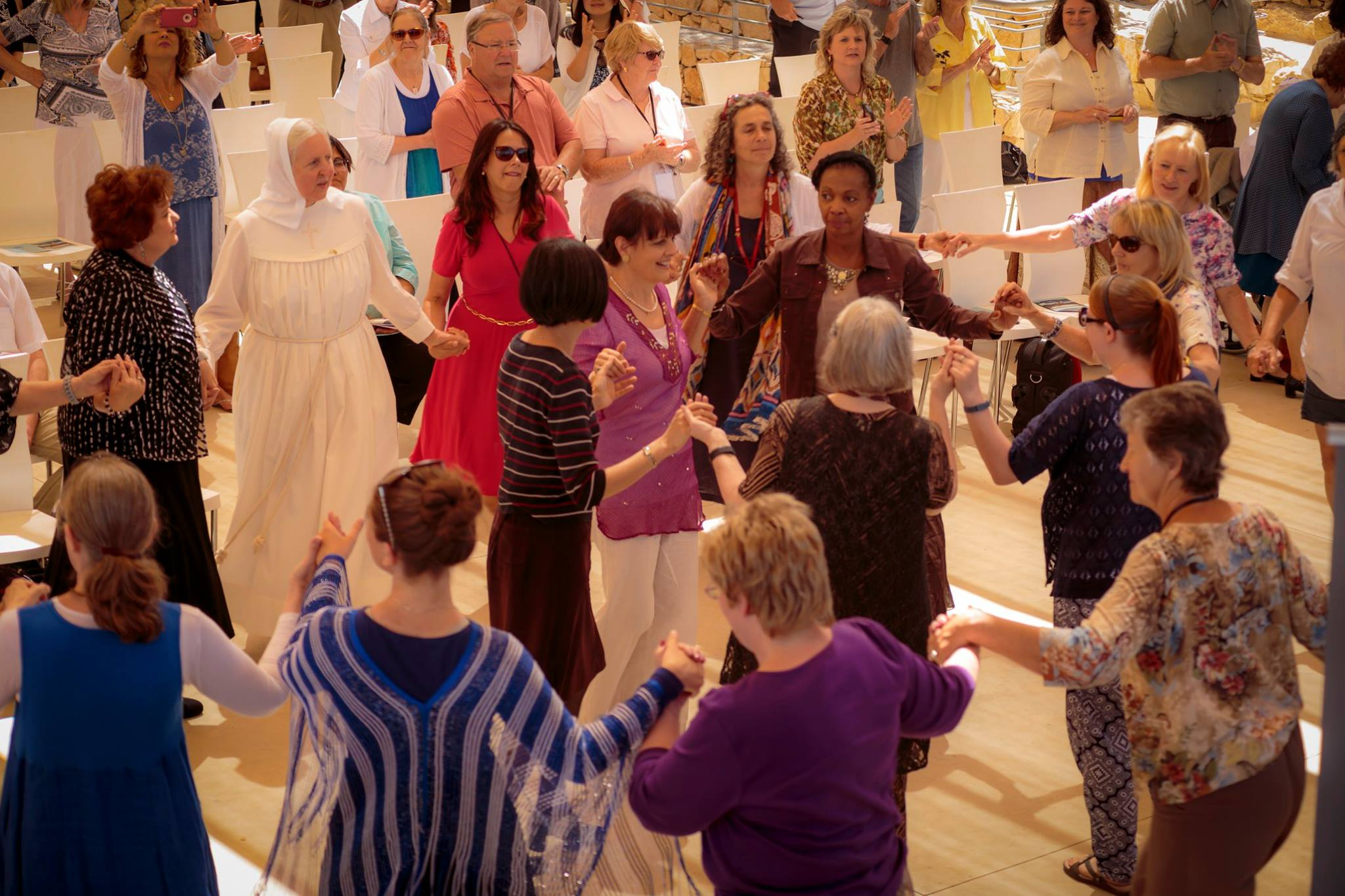
賞賛の日中央大会における舞踏会（2016年5月12日）

### 2017年
3年目の賞賛の日は、2017年5月2日に行われ、中央大会はエルサレムで開催された。伝統に従って、詩篇113-118を暗唱することで祝ったユダヤ教徒とキリスト教徒の参加者は、世界各地から数百人以上が集まったと伝えられる。行事の共同創立者ダヴィッド・ナクルトマンは、今年の行事の主要テーマの一つが詩篇自体に内在する「お互いを見つめ共に歩む重要性」を理解することであると述べた。今年の行事も、エルサレムの再統合の黄金の記念祭を記した。祝祭の始まる1週間前に賞賛の日ハレル行事が125人のキリスト教徒によりドイツで行われた。数日後オハイオ州ヤングスタウンのシナゴーグがハレル行事に参加するようキリスト教徒を招待したとも伝えられた。

### 2018年

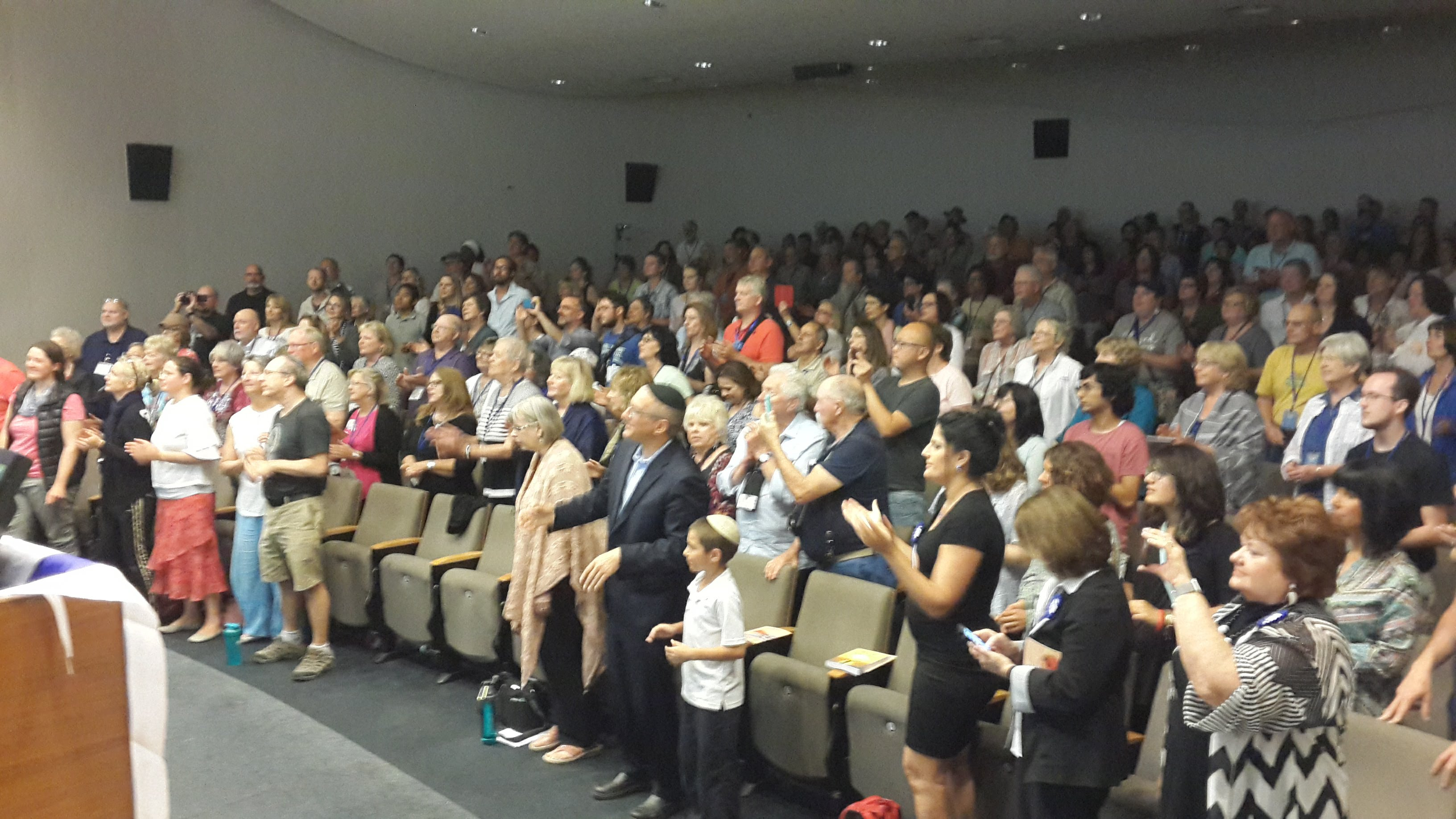
2018年4月18日の第4回賞賛の日年次集会イスラエル独立記念日の行事参加者

4年目の賞賛の日は、2018年4月19日に行われた。中央行事は4月18日の前夜祭として行われ、イスラエルの戦死者の為の記念日と共に始まった。ユダヤ教徒とキリスト教徒は、共に生き残りをかけた戦争でのイスラエルの損失に対する悲しみの深みからイスラエルが70周年を迎える歓喜の頂点に送り込む行事で連携した。今年の行事は、約350名のユダヤ教徒とキリスト教徒が参加したと伝えられるネタニヤ学芸大学のユダヤ教遺産のためのジョン・ハジーセンターで行われた。全ての賞賛の日行事で参加者は讃美歌を唱和した。SJCUC共同代表ラビ・ペサッチ・ウォリッキは神を賛美しイスラエルのために祈るキリスト教徒は預言者のパズルの必須のピースでありそれなくしてイスラエルの将来のゲウラ（贖罪）に関する預言は完成しないと述べた。
写真集

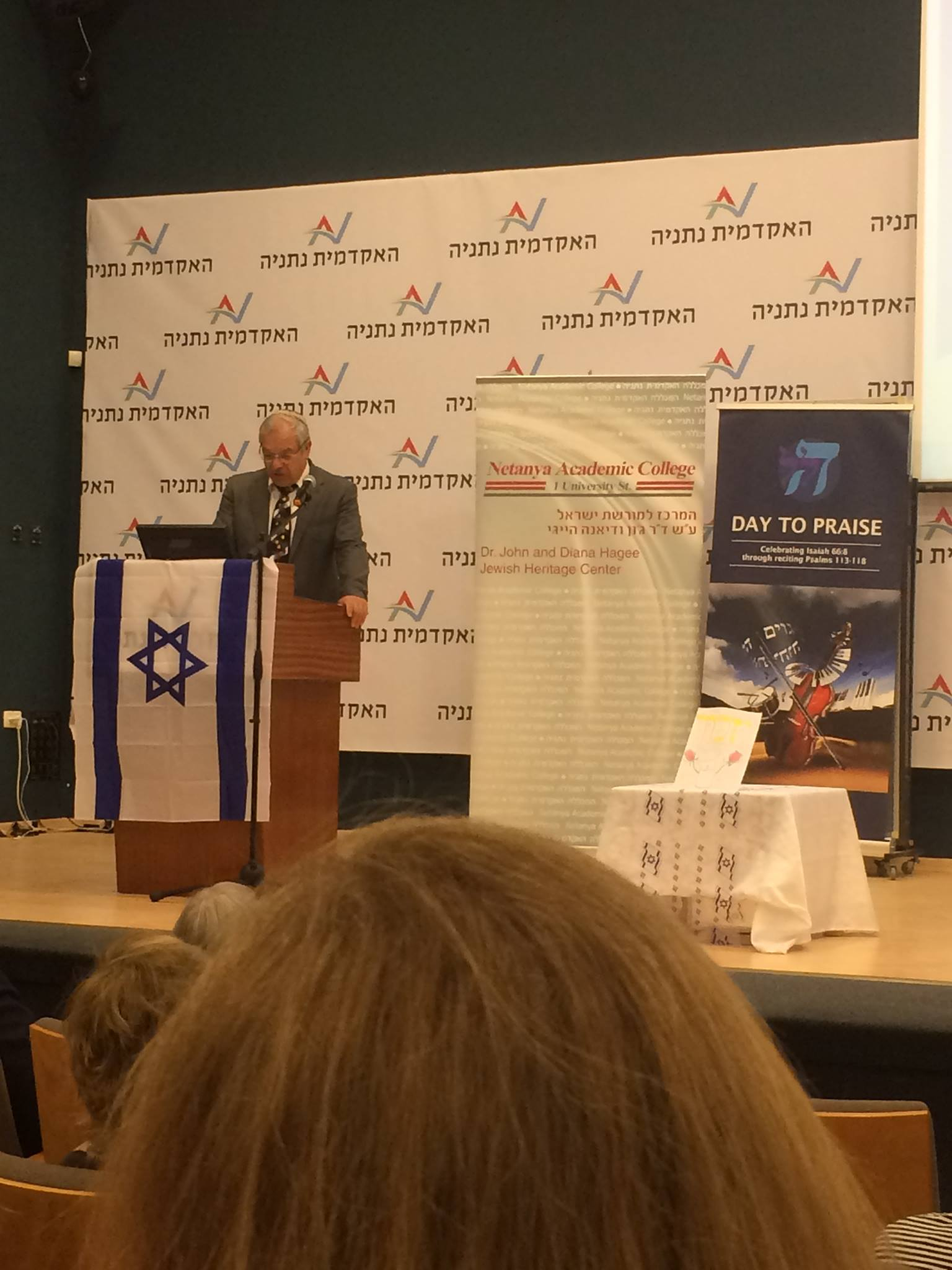
2018年4月18日の中央賞賛の日におけるネタニヤ学芸大学のユダヤ教遺産の為のジョン・ハジーセンター代表ラビ・モシェ・ピンチュク博士
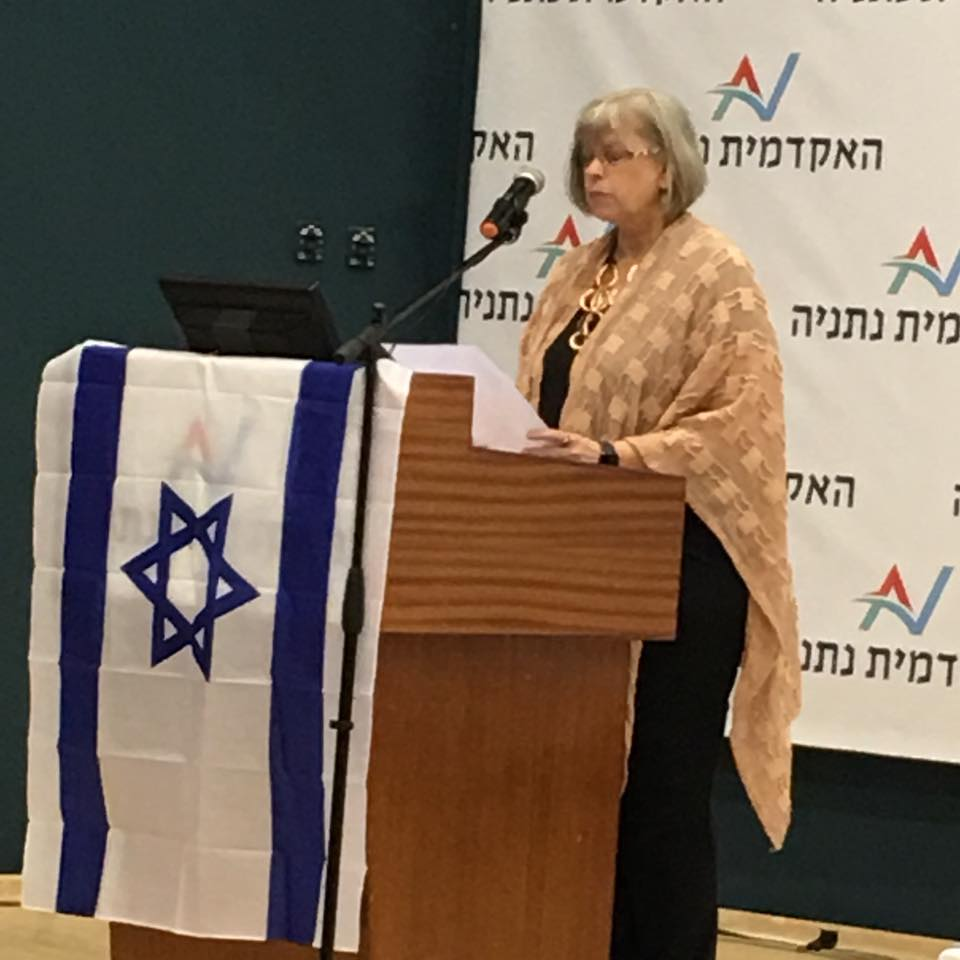
2018年4月18日の中央賞賛の日の国際平和の架け橋代表でCEOのレベッカ・ブリマー尊師

## 参照
1. ↑  “Rabbi Riskin Launches 'Day to Praise' Initiative”.   Christian Newswire (2015年3月3日). 2015年3月20日閲覧。
2. ↑  Poch, Raphael (2015年3月23日). “"Day to Praise" Calls on Christians, Jews Worldwide to Unite in Prayer”.   Breaking Israel News. 2015年3月23日閲覧。
3. ↑  “Calling on Christians and Jews to Recite ‘Hallel’ on Israeli Independence Day”.   Breaking Israel News (2015年3月22日). 2015年3月22日閲覧。
4. ↑  Nekrutman, David (2015年3月23日). “A Day to Praise: Join Israel in Thanking God For His Continuous Protection”.  Charisma Magazine. 2015年3月23日閲覧。
5. ↑  Mitchell, Chris (2015年3月23日). “Day to Praise Initiative”.  CBN News. 2015年3月23日閲覧。
6. ↑  Posselt, Ilse (2015年3月24日). “Initiative Unites Christians and Jews to Praise God for the Miracle of Israel”.   Bridges for Peace. 2015年3月24日閲覧。
7. ↑  Darg, Christine (2015年3月29日). “THIS IS HISTORIC! "Day to Praise" Calls on Christians & Jews Worldwide to Unite in Prayer”.   Jerusalem Channel (jerusalemchannel.tv). 2015年3月29日閲覧。
8. ↑  “The Difference between Prayer and Praise”.   Voice of Israel (voiceofisrael.com) (2015年3月24日). 2015年4月1日閲覧。
9. ↑  “以色列獨立日 全球猶基要齊讚美神” (中国語).   Kingdom Revival Times (krtnews.com.tw) (2015年3月25日). 2015年4月7日閲覧。
10. ↑  Poch, Raphael (2015年4月8日). “INSPIRED BY PSALM 117: "DAY TO PRAISE" CALLS ON CHRISTIANS AND JEWS TO THANK GOD FOR ISRAEL'S PROTECTION”.   Breaking Christian News (breakingchristiannews.com). 2015年4月17日閲覧。
11. ↑  “Inspired by Psalm 117: "Day to Praise" Calls on Christians and Jews to Thank God for Israel’s Protection”.   The Christian Observer (tconews.com) (2015年4月9日). 2015年4月17日閲覧。
12. ↑  “以色列獨立日 全球猶太人基督徒要齊聲讚美神” (中国語).   (TaiwanBible.com) (2015年4月5日). 2015年4月18日閲覧。
13. ↑  Wolicki, Rabbi Pesach (2015年4月19日). “Praise Hashem All Nations”.   Breaking Israel News. 2015年4月20日閲覧。
14. ↑  Weisz, Tuly (2015年4月20日). “Realization of Biblical Prophecy, God’s Promise Coming to Life in Israel”.   Breaking Israel News. 2015年4月21日閲覧。
15. ↑  Hallel - "Praise of G-d" - OU.ORG
16. ↑  “Hundreds of Christians Joined Rabbi Riskin to Celebrate Sukkot”.   Christian Newswire (2014年10月22日). 2015年3月20日閲覧。
17. ↑  “Jews and Christians Celebrate Sukkot”.   Breaking Israel News (2014年11月7日). 2015年3月20日閲覧。
18. 1 2  “A personal invite from Rabbi Shlomo Riskin”.   Mailchimp (2015年3月11日). 2015年3月21日閲覧。
19. ↑  日本語訳は新共同訳聖書詩篇117より引用
20. ↑  Feldstein, Jonathan (2015年4月15日). “Not All Days to Praise God are Created Equal”.   Breaking Israel News. 2015年4月17日閲覧。
21. ↑  Cohen, Ishay (2015年4月22日). “זעזוע בירושלים: "תפילה" משותפת ליהודים ונוצרים”.  Kikar HaShabbat. 2015年4月23日閲覧。
22. ↑  Wanderman, Matt (2015年4月22日). “Rabbi Riskin Defends Jewish-Christian Independence Day Prayer”.  Arutz Sheva. 2015年4月23日閲覧。
23. ↑  Wolicki, Pesach (2015年9月13日). “When Interfaith Prayer Is NOT a “Foreign Fire””.  The Times of Israel. 2015年9月15日閲覧。
24. ↑  “DAY OF PRAISE”.   Marietta Church of God (Georgia) (2015年4月17日). 2015年4月24日閲覧。
25. ↑  “Day to Praise”.  Liberty University (Virginia). 2015年4月24日閲覧。
26. ↑  “Day to Praise”.  El Shaddai Ministries (Washington State) (2015年4月23日). 2015年4月24日閲覧。
27. ↑  Darg, Christine (2015年4月24日). “Historic ‘Day to Praise’ Includes Christians on Israeli Independence Day”.   Jerusalem Channel (jerusalemchannel.tv). 2015年4月25日閲覧。
28. 1 2  Berkowitz, Adam Eliyahu (2016年5月15日). “WATCH: Miracle of Modern Israel Brings Jews and Christians Together in Prophetic Gathering”. Breaking Israel News. 2016年5月15日閲覧。
29. ↑  日本語訳は新共同訳聖書ゼファニヤ書3:9より引用
30. ↑  Posselt, Ilse (2016年5月16日). “"Day to Praise" – Jews, Christians Unite to Praise God for the Miracle of Israel”. Bridges for Peace. 2016年6月8日時点のオリジナルよりアーカイブ。2016年5月16日閲覧。
31. ↑  Casco Herrera, Roger (2016年5月19日). “Rabinos de Israel y Cristianos de todo el mundo se unen cumpliendo Sofonías 3:9 (Vídeo)” (スペイン語). Profecía Al Día. 2016年5月20日閲覧。
32. 1 2 3  Posselt, Ilse (2017年5月5日). “Day to Praise – Jews, Christians Unite to Praise God for the Miracle of Israel”.   Bridges for Peace. 2017年5月6日閲覧。
33. 1 2  Eliyahu Berkowitz, Adam (2018年4月23日). “Jews and Christians Join Together in Day of Praise for Israel’s 70th”.   Breaking Israel News. 2018年4月24日閲覧。